# Мадисон (округ, Небраска)
Округ Мадисон (англ. Madison County) — округ, расположенный в штате Небраска (США) с населением в 34 876 человек по статистическим данным переписи 2010 года. Столица округа находится в одноимённом городе, крупнейший населённый пункт округа — город Норфолк.

## География
По данным Бюро переписи населения США округ Мадисон имеет общую площадь в 1489 квадратных километров, из которых 1484 кв. километра занимает земля и 5 кв. километров — вода. Площадь водных ресурсов округа составляет 0,43 % от всей его площади.

### Соседние округа
- Пирс (Небраска) — север
- Стантон (Небраска) — восток
- Платт (Небраска) — юг
- Бун (Небраска) — юго-запад
- Антелоп (Небраска) — северо-запад

## Демография
По данным переписи населения 2000 года в округе Мадисон проживало 35 226 человек, 8894 семьи, насчитывалось 13 436 домашних хозяйств и 14 432 жилых дома. Средняя плотность населения составляла 24 человека на один квадратный километр. Расовый состав округа по данным переписи распределился следующим образом: 91,35 % белых, 0,94 % чёрных или афроамериканцев, 1,19 % коренных американцев, 0,40 % азиатов, 0,03 % выходцев с тихоокеанских островов, 1,03 % смешанных рас, 5,06 % — других народностей. Испано- и латиноамериканцы составили 8,64 % от всех жителей округа.
Из 13 436 домашних хозяйств в 33,20 % — воспитывали детей в возрасте до 18 лет, 54,70 % представляли собой совместно проживающие супружеские пары, в 8,40 % семей женщины проживали без мужей, 33,80 % не имели семей. 27,90 % от общего числа семей на момент переписи жили самостоятельно, при этом 12,40 % составили одинокие пожилые люди в возрасте 65 лет и старше. Средний размер домашнего хозяйства составил 2,52 человек, а средний размер семьи — 3,12 человек.
Население округа по возрастному диапазону по данным переписи 2000 года распределилось следующим образом: 26,80 % — жители младше 18 лет, 11,60 % — между 18 и 24 годами, 27,10 % — от 25 до 44 лет, 20,10 % — от 45 до 64 лет и 14,40 % — в возрасте 65 лет и старше. Средний возраст жителей округа составил 35 лет. На каждые 100 женщин в округе приходилось 98,50 мужчин, при этом на каждых сто женщин 18 лет и старше приходилось 94,80 мужчин также старше 18 лет.
Средний доход на одно домашнее хозяйство в округе составил 35 807 долларов США, а средний доход на одну семью в округе — 45 073 доллара. При этом мужчины имели средний доход в 30 631 доллар США в год против 21 343 долларов США среднегодового дохода у женщин. Доход на душу населения в округе составил 16 804 доллара США в год. 7,50 % от всего числа семей в округе и 11,20 % от всей численности населения находилось на момент переписи населения за чертой бедности, при этом 13,00 % из них были моложе 18 лет и 11,50 % — в возрасте 65 лет и старше.

## Основные автодороги
- US 81
- US 275
- Автомагистраль 24
- Автомагистраль 32
- Автомагистраль 35
- Автомагистраль 45
- Автомагистраль 121

## Населённые пункты

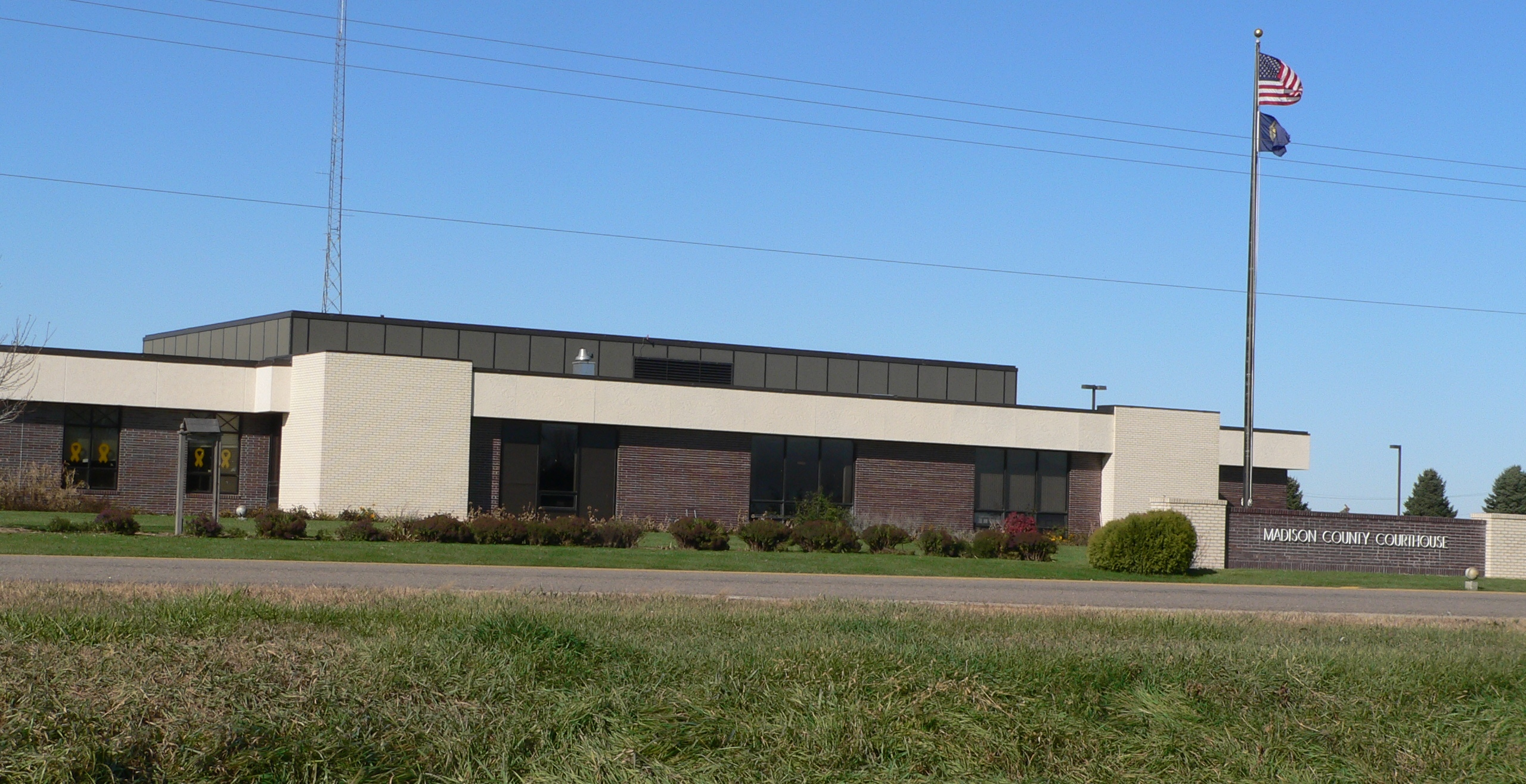
Здание окружного суда в городе Мадисон

### Города и деревни
- Батл-Крик
- Мадисон
- Медоу-Гров
- Ньюмен-Гров — частично
- Норфолк
- Тилден — частично